# Gry Larsen
Gry Larsen, född 7 november 1975, var ordförande i Arbeidernes Ungdomsfylking 2002–2006. Hon kommer ursprungligen från Jevnaker men bor nu i Oslo. Hon har akademisk utbildning i statsvetenskap och historia. Innan ordförandeperioden var hon vice ordförande och ledamot i förbundstyrelsen i AUF.
Hon var politisk rådgivare i norska Utrikesdepartementet 2005–2009 och statssekreterare i Utrikesdepartementet 2009–2013.